# آلفرد سیسلی
آلفرد سیسلی (انگلیسی: Alfred Sisley; ۳۰ اکتبر ۱۸۳۹ – ۲۹ ژانویهٔ ۱۸۹۹) یک نقاش اهل بریتانیا بود، سیسیلی یک نقاش چشم‌انداز امپرسیونیسم بود که در فرانسه متولد شد و بیشتر عمر خودش را در همان‌جا گذراند، کارهای او جزو سازگارترین آثار امپرسیونیست در زمینهٔ نقاشی چشم‌انداز و فضای باز می‌باشد، این هنرمند به نقاشی فیگور علاقه چندانی نداشت و برخلاف رنوار و کامی پیسارو نشان داد که امپرسیونیسم نیازهای هنری خود را برآورده و اشباع گردیده، از جمله آثار مشهور وی می‌توان به مجموعه‌ای از نقاشی‌های رودخانه تیمز، عمدتاً در اطراف همپتون کورت اشاره داشت.

## نگارخانه

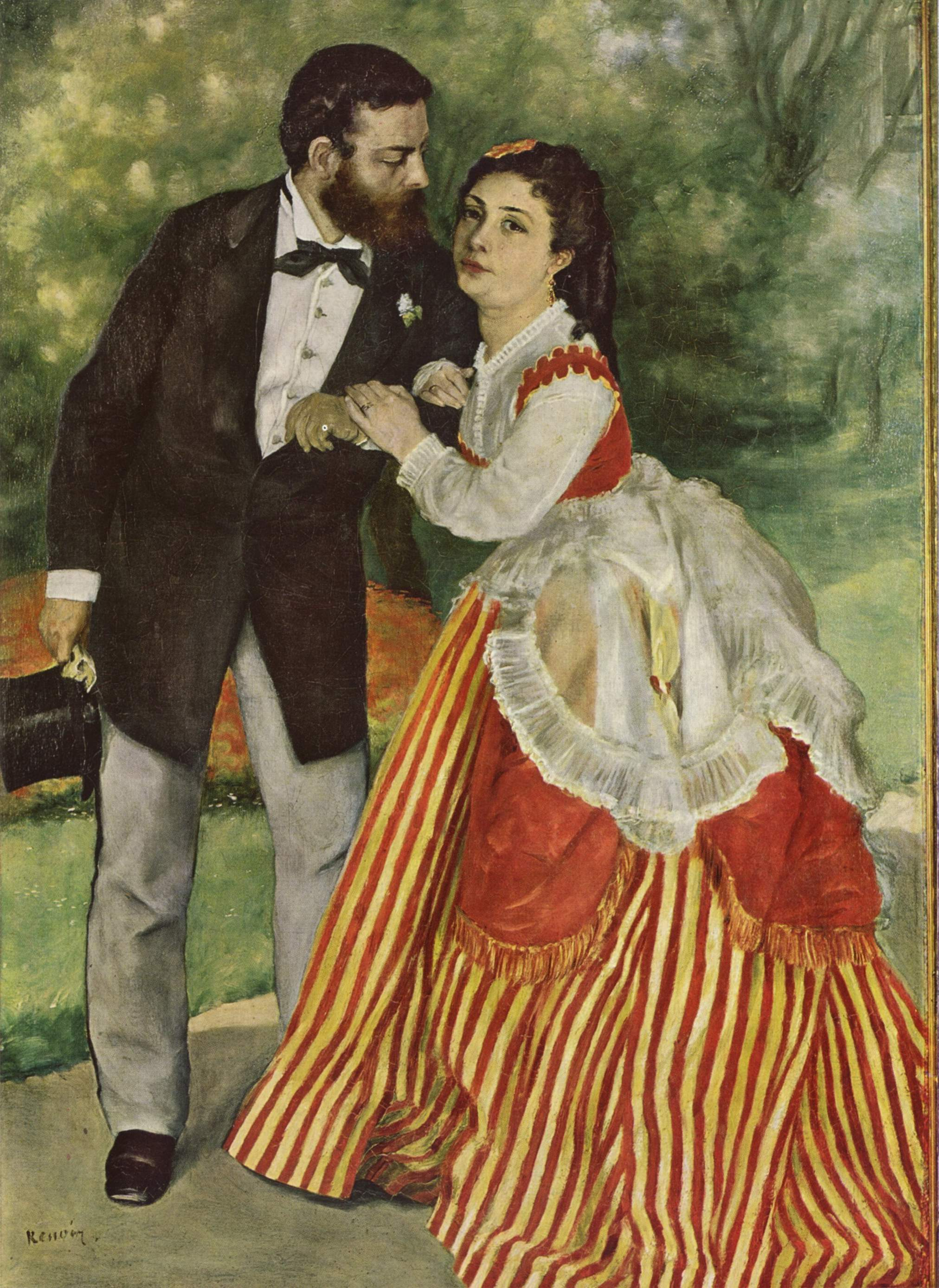
پیر-اگوست رنوآر، آلفرد سیسلی و همسرش، ۱۸۶۸
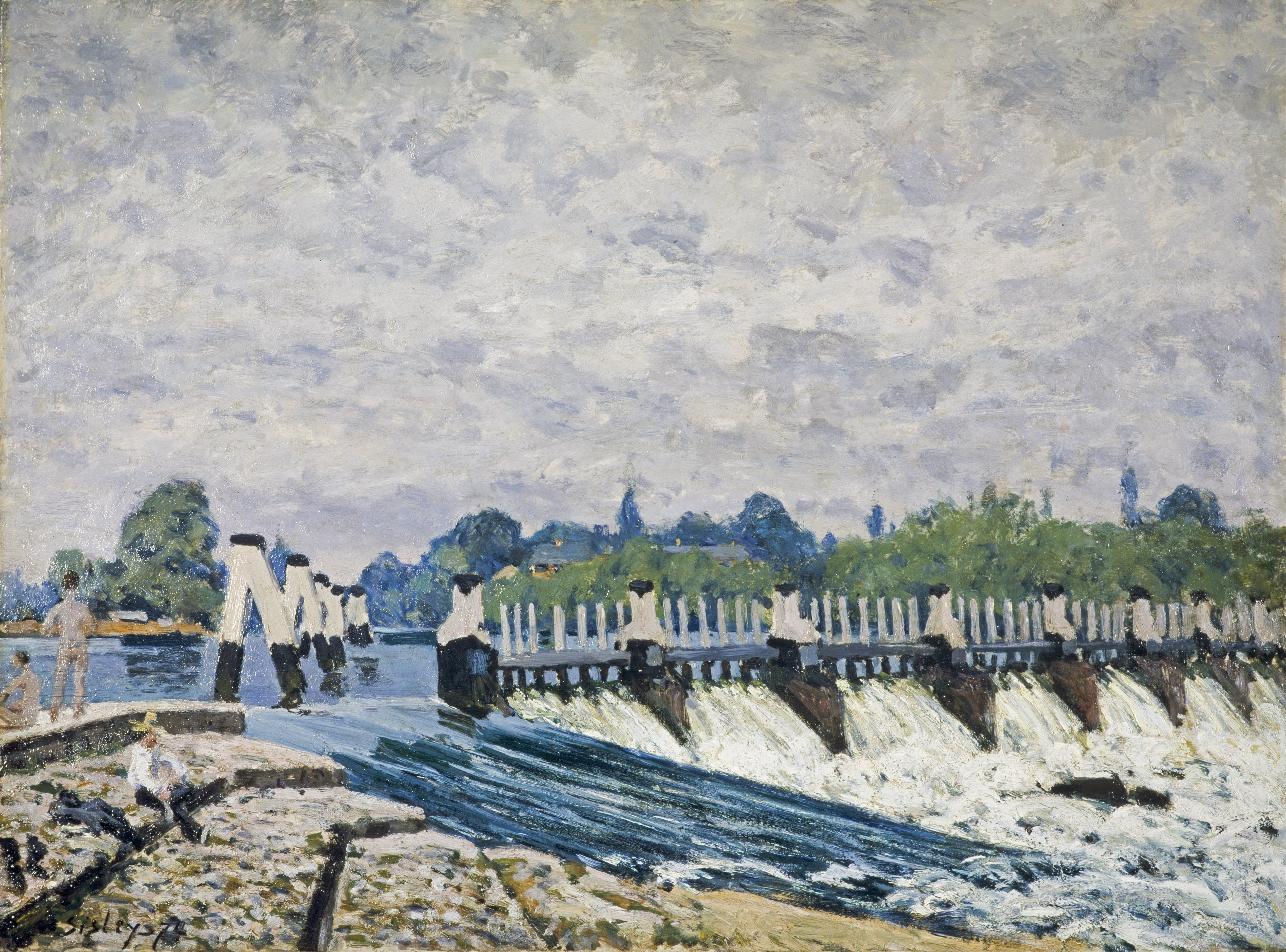
مولزی ویر - صبح، یکی از نقاشی‌هایی که سیسلی در سفر به انگلیس در سال ۱۸۷۴ کشیده‌است.
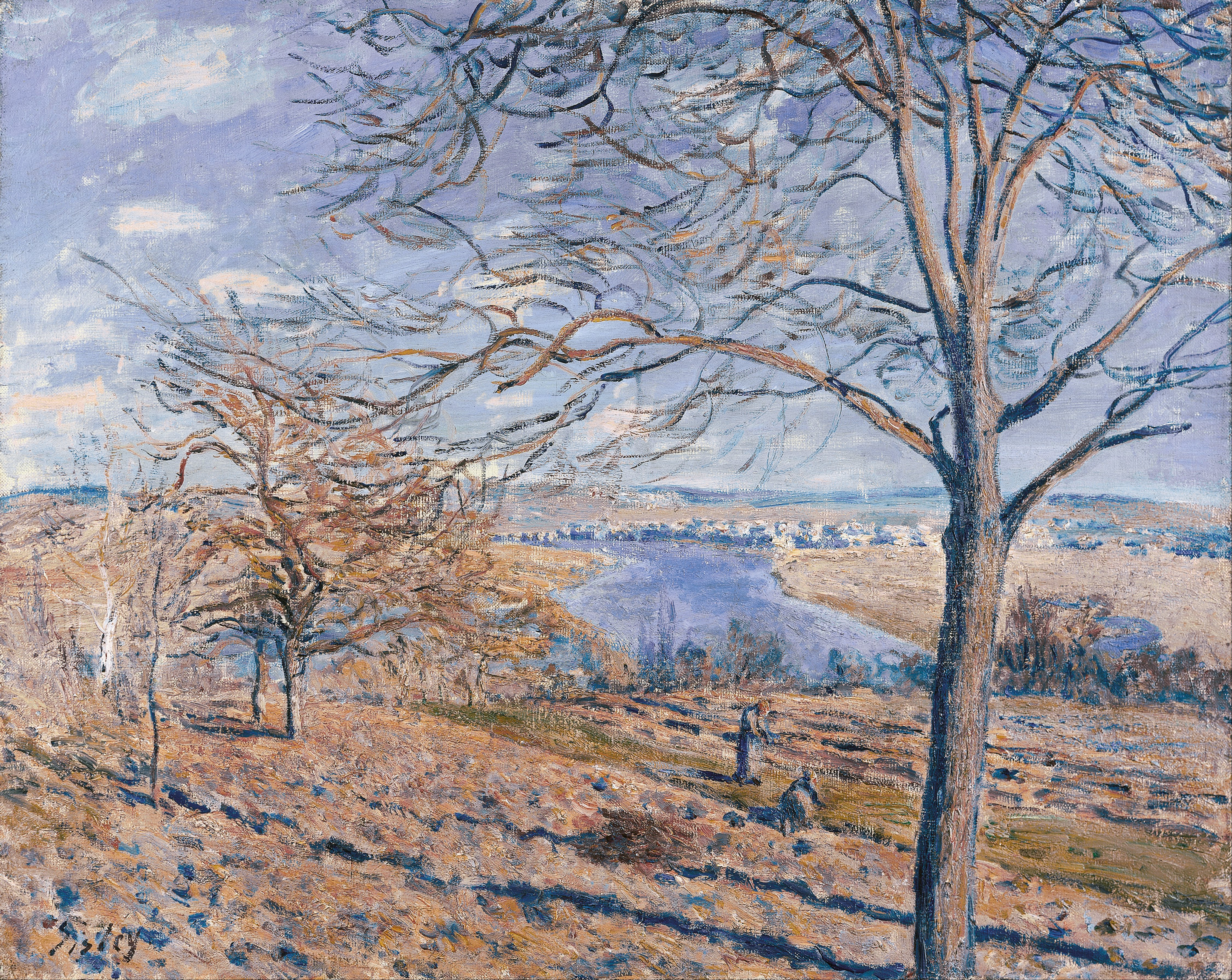
کرانهٔ لوینگ، اثر پاييز ۱۸۸۱ م. موزه اسرائیل
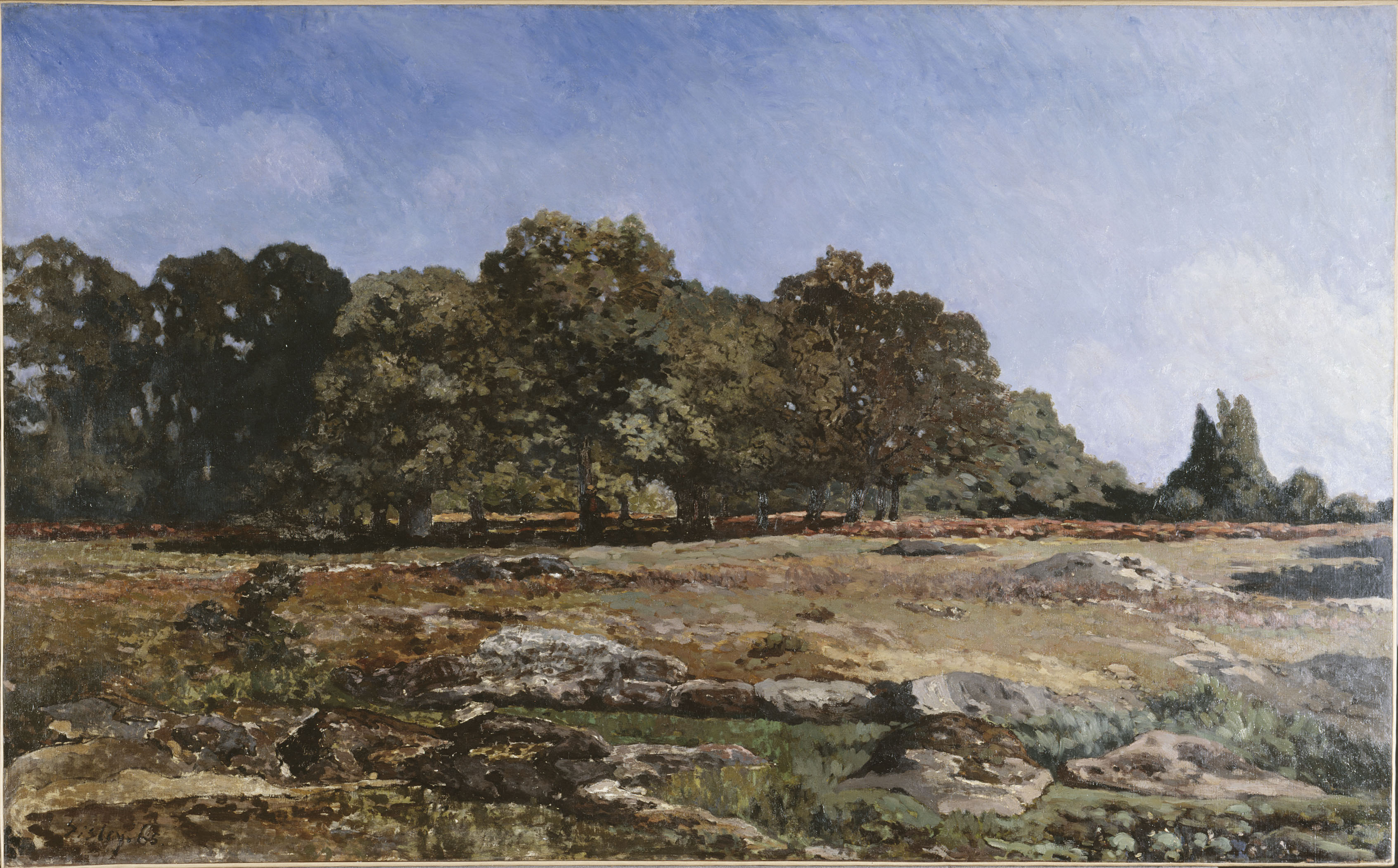
خیابان درختان شاه بلوط در نزدیکی لسل سن کلو، ۱۸۶۵
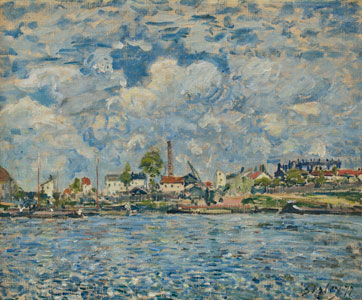
رود سن در وسط روز ۱۸۷۷، موزه مالرو، لو آور
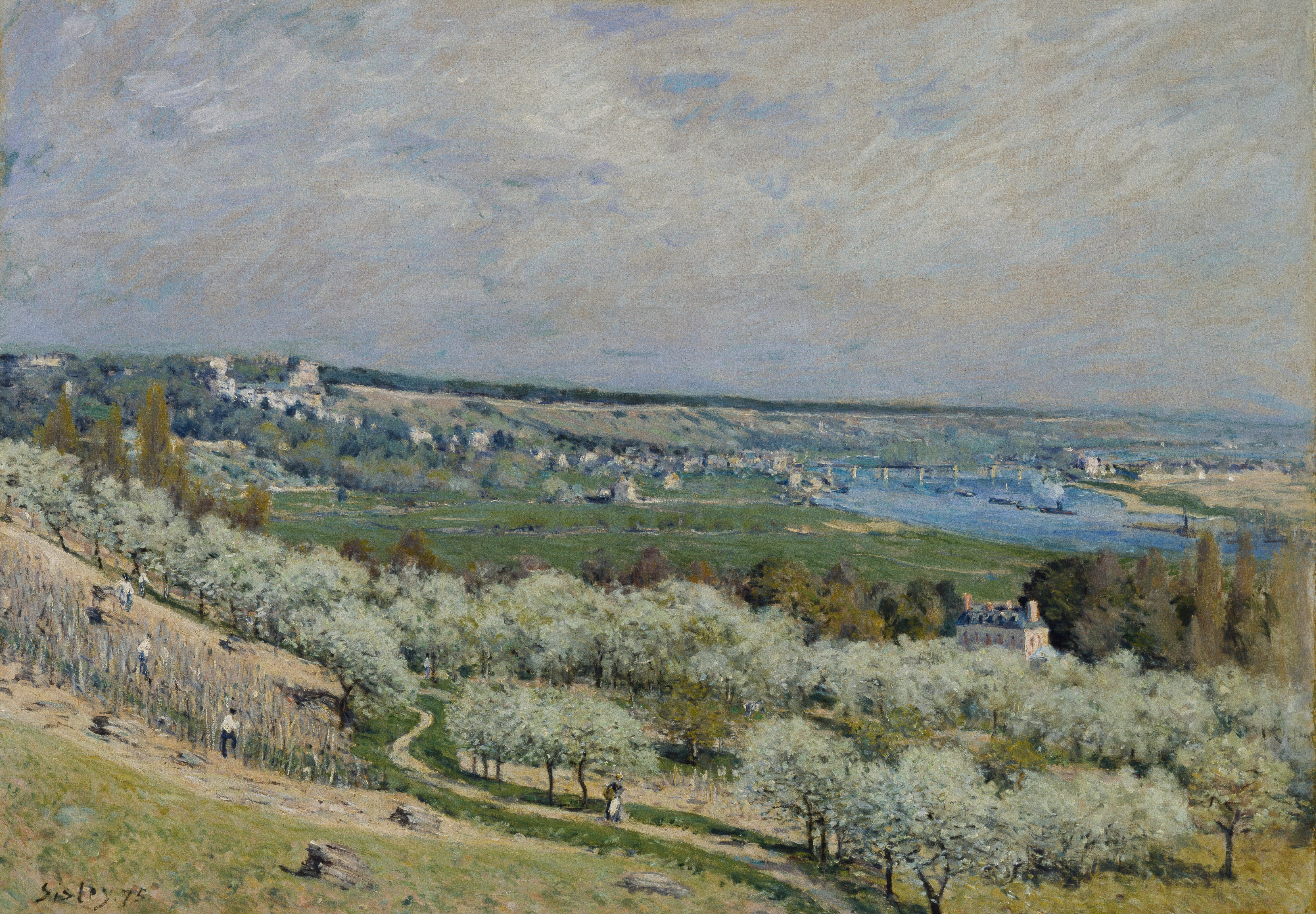
سکوی دید در سن ژرمن، بهار، ۱۸۷۵. موزه هنر والترز
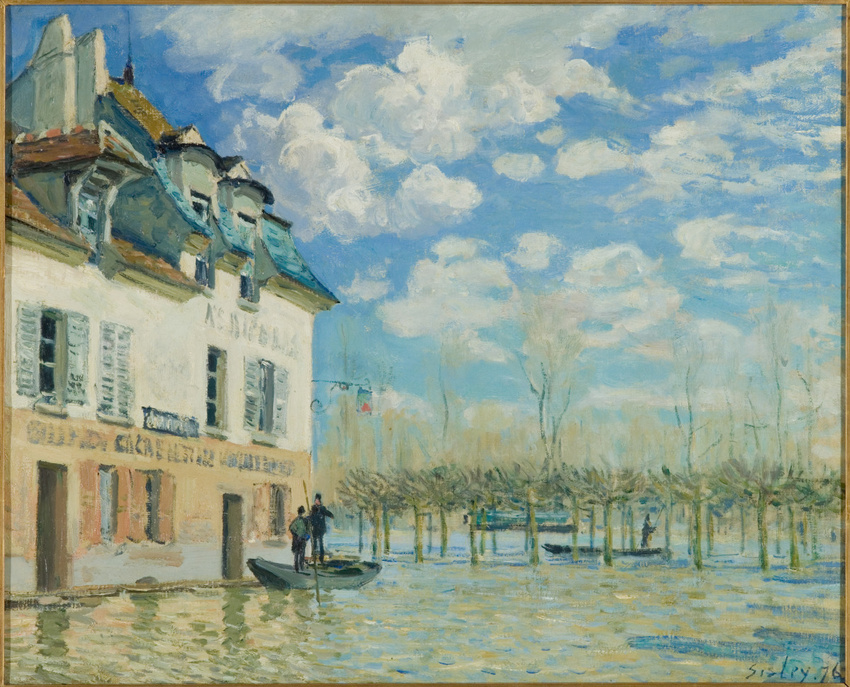
سیل در بندر مارلی، ۱۸۷۶. موزه اورسی
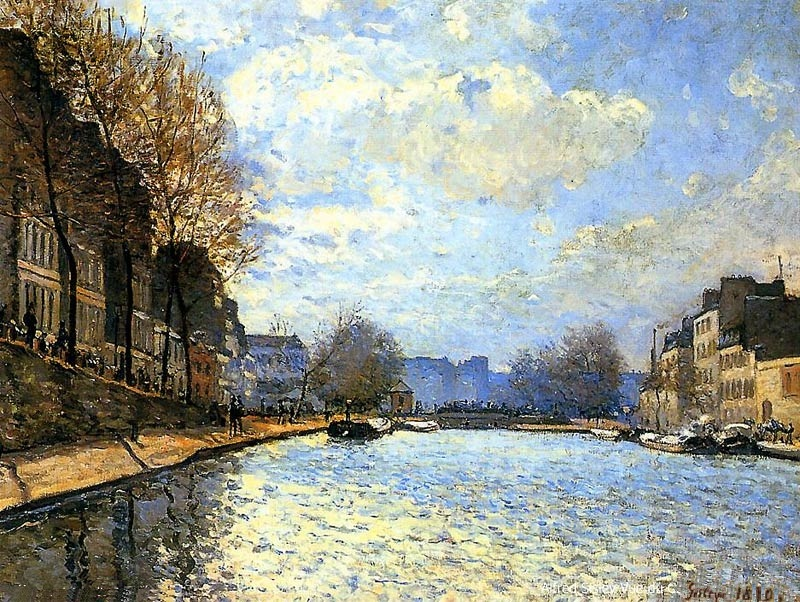
کانال سن مارتین، ۱۸۷۰
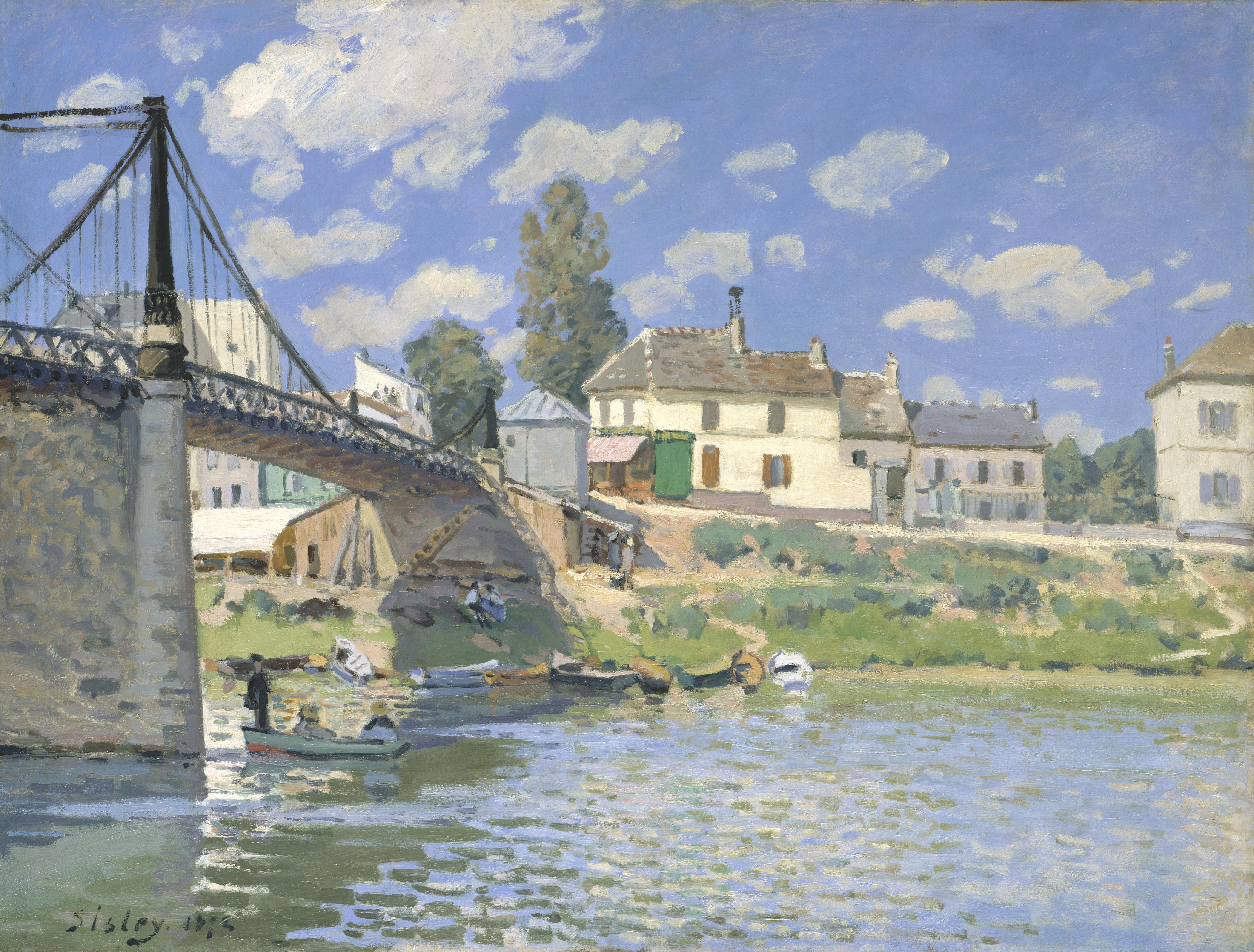
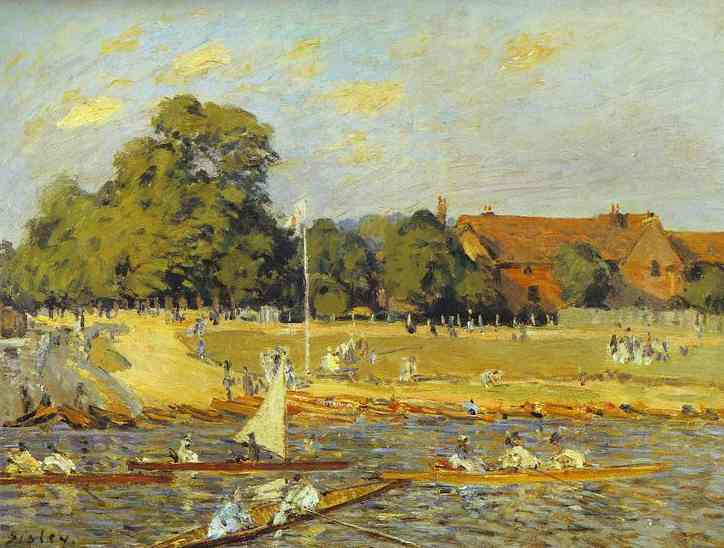
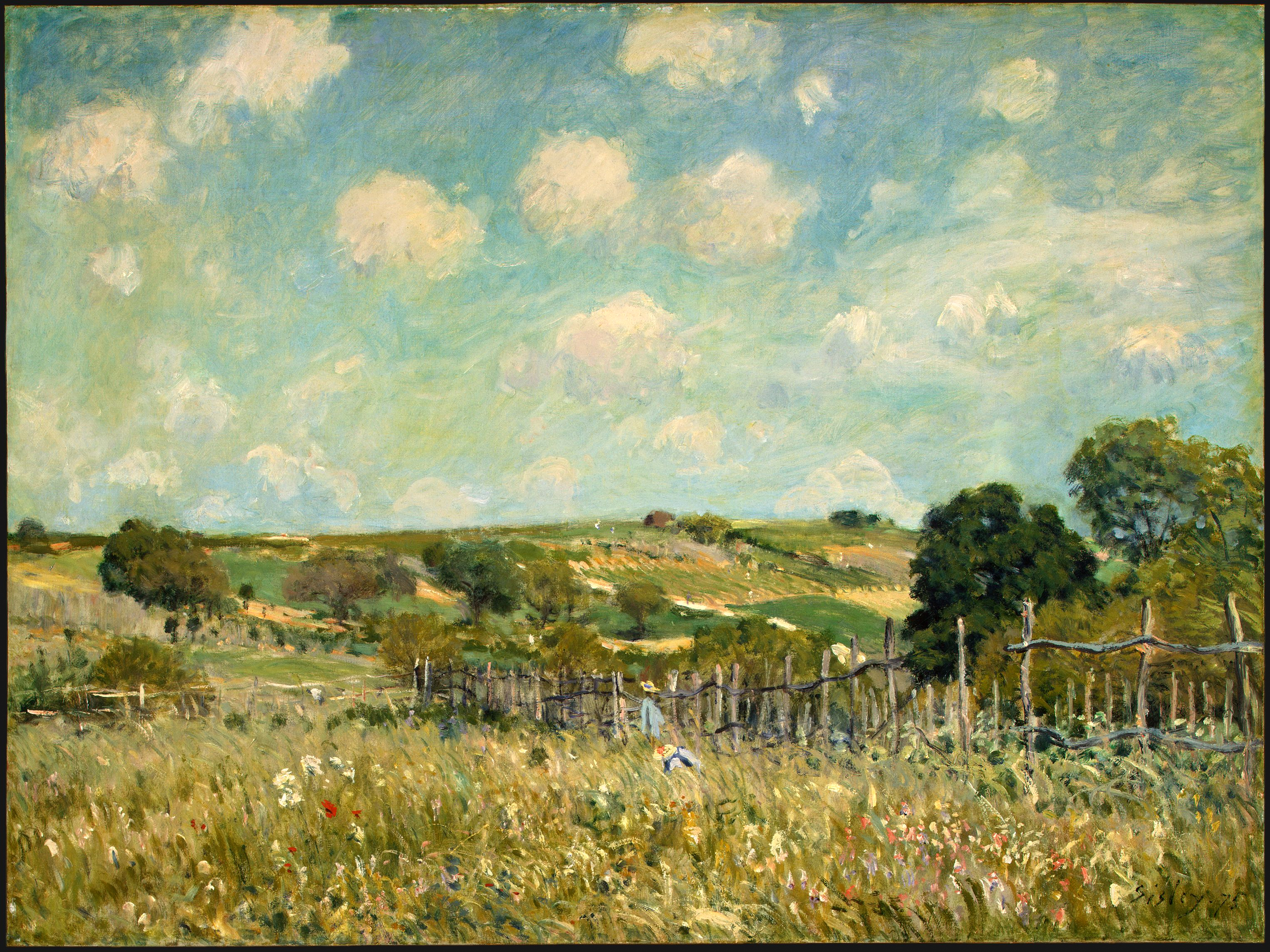
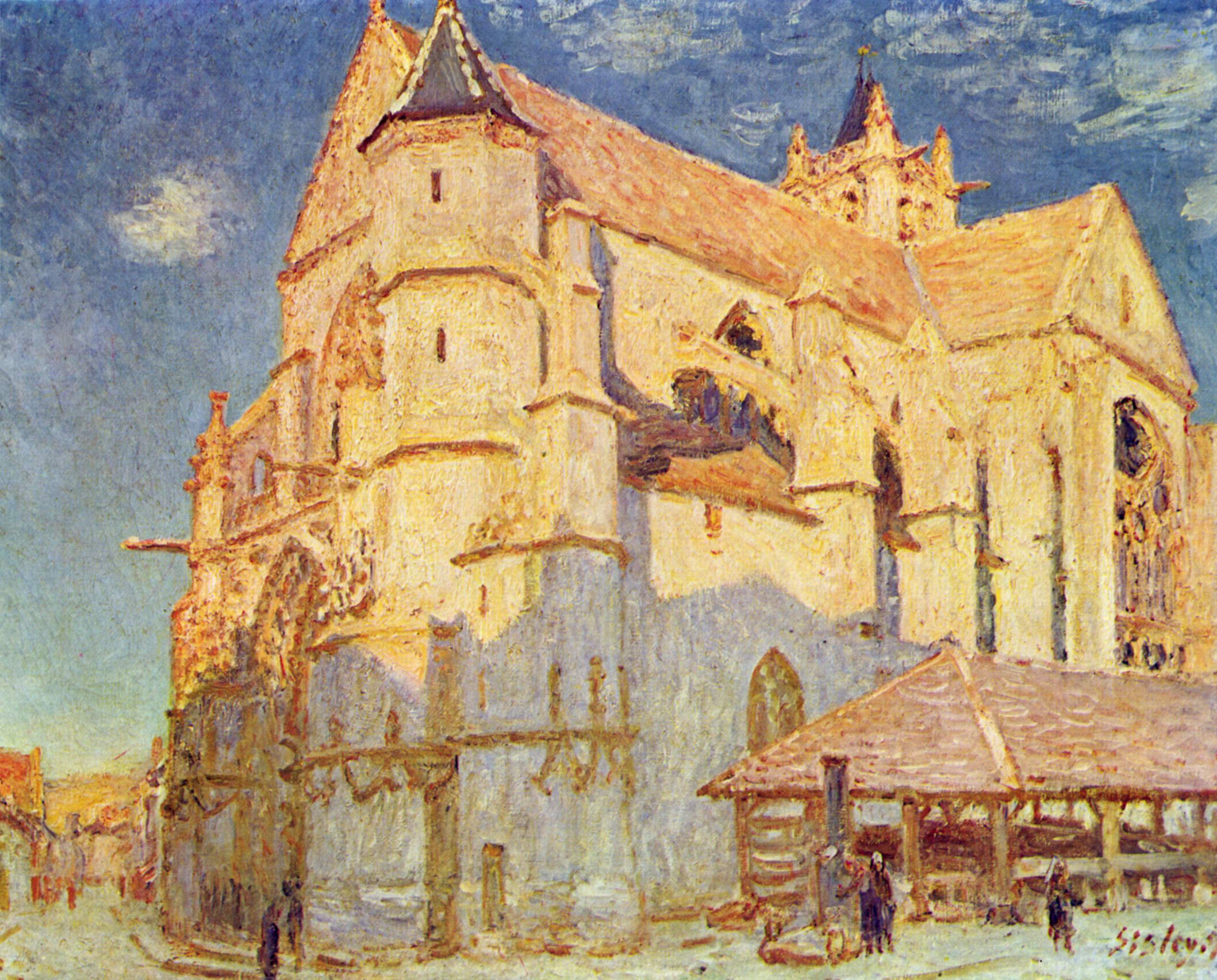
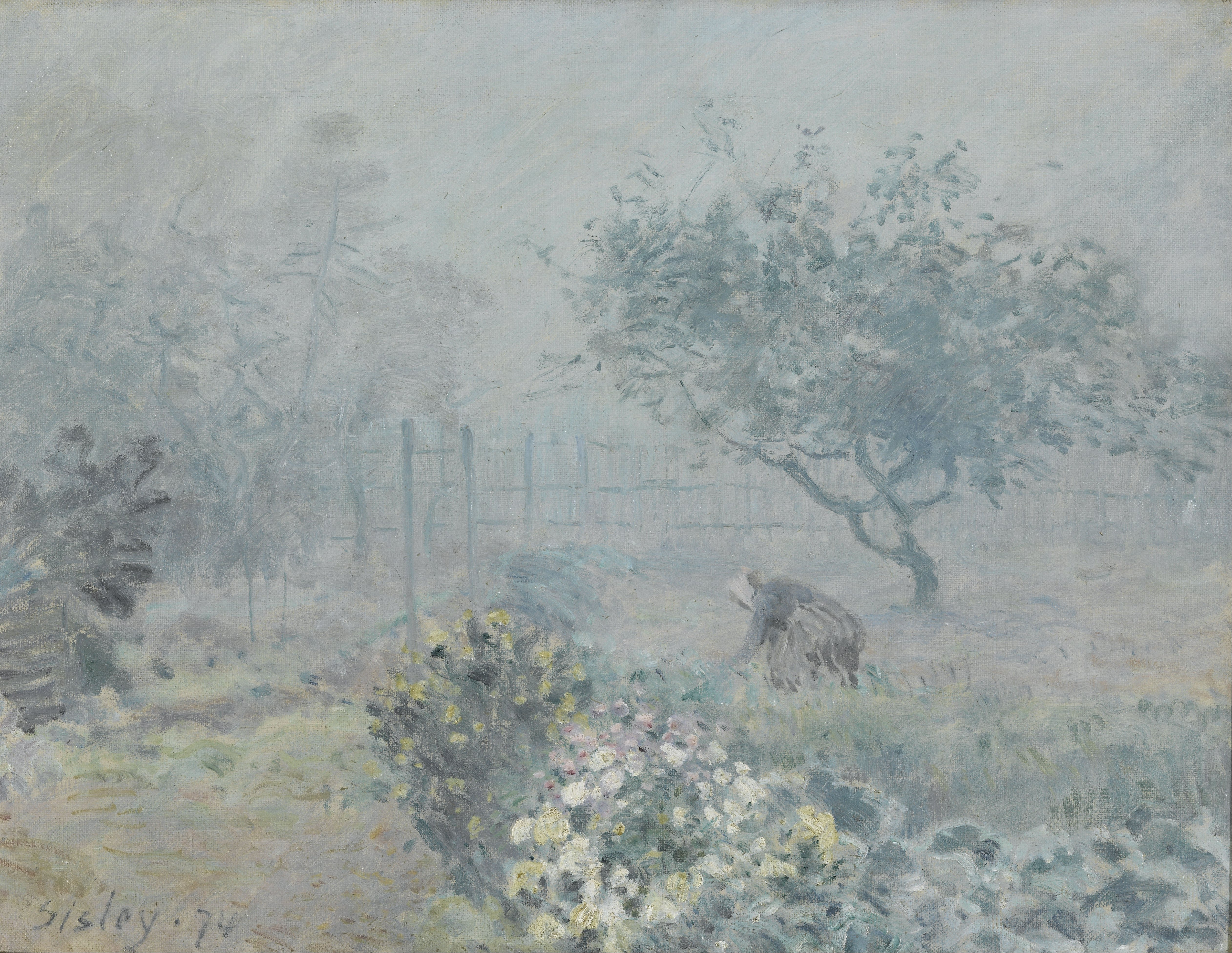
مه و صداها،۱۸۷۴